# 786
| 786                |
| ------------------ |
| Dødsfald - Fødsler |
|                    |

| Gregoriansk kalender | 786 DCCLXXXVI           |
| Ab urbe condita      | 1539                    |
| Armensk kalender     | 235 ԹՎ ՄԼԵ              |
| Kinesiske kalender   | 3482 – 3483 乙丑 – 丙寅 |
| Etiopisk kalender    | 778 – 779               |
| Jødisk kalender      | 4546 – 4547             |
| Hindukalendere       |                         |
| - Vikram Samvat      | 841 – 842               |
| - Shaka Samvat       | 708 – 709               |
| - Kali Yuga          | 3887 – 3888             |
| Iransk kalender      | 164 – 165               |
| Islamisk kalender    | 169 – 170               |

Se også 786 (tal)